# Pruski Pomnik Poległych w Bydgoszczy
Pruski Pomnik Poległych – nieistniejący pomnik w formie obelisku, położony na skwerze przy ul. Bernardyńskiej w Bydgoszczy, wzniesiony ku czci poległych w wojnach toczonych przez Królestwo Prus. 

## Historia
Bydgoski „Pomnik Poległych” (niem. Kreis-Kriegerdenkmal für die Gefallenen der Einigungskriege 1864, 1866 und 1870/71) wzniesiono dla upamiętnienia oficerów i żołnierzy poległych na frontach kampanii wojennych prowadzonych przez Królestwo Prus. Rezultatem zwycięskich wojen z Danią (1864), Austrią (1866) i Francją (1870-1871) było zjednoczenie państw niemieckich i utworzenie II Rzeszy Niemieckiej.
2 września 1875 r. uczczono w Bydgoszczy po raz pierwszy rocznicę bitwy pod Sedanem (2 IX 1870), która stała się pruskim świętem państwowym. 14 maja 1876 r. z inicjatywą budowy pomnika ku czci poległych żołnierzy wystąpił Bromberger Landwehrverein. 24 lutego 1877 r. podczas pierwszego zebrania organizacyjnego podjęto decyzję o powołaniu stowarzyszenia (niem. Verein zur Errichtung eines Kriegerdenkmal), które zajęło się wszelkimi pracami związanymi z budową pomnika.
Do 1880 r. zebrano w składkach społecznych i loteriach 6,5 tys. marek. Wykonanie pomnika zlecono firmie rzeźbiarsko-kamieniarskiej F.A. Sperling z Frankfurtu nad Odrą. Odsłonięcie monumentu nastąpiło 2 września 1880 r. w 10. rocznicę bitwy pod Sedanem. Uczestnicy, wśród których znajdowali się członkowie korpusu oficerskiego, urzędnicy organów administracji państwowej, przedstawiciele organizacji społecznych i cechów rzemieślniczych przeszli w pochodzie z Placu Wolności przez Stary Rynek na skwer przed Ewangelickim Męskim Seminarium Nauczycielskim. Odsłonięcia pomnika dokonał prezydent Regencji w Bydgoszczy Anton von Wegnern.
Obelisk w latach 1880–1919 był miejscem, przed którym odbywały się oficjalne uroczystości państwowe, ojczyźniane i kombatanckie. Po powrocie Bydgoszczy do Polski 20 stycznia 1920 r. nie został wywieziony do Niemiec. 23 kwietnia 1921 r. utrącono krzyż na szczycie obelisku oraz oderwano tablice, co wzbudziło protesty niemieckich radnych w Bydgoszczy. W 1922 r. uprzątnięto resztki pomnika. W jego miejscu w 1925 r. bydgoszczanie ustawili Pomnik Nieznanego Powstańca Wielkopolskiego.

## Opis
„Pomnik Poległych” miał formę obelisku z kamiennym krzyżem na jego szczycie.  
Stał na środku skweru przed Ewangelickim Męskim Seminarium Nauczycielskim, w otoczeniu zieleni. Ustawiono go na trzystopniowej podstawie na planie kwadratu. W dolnej części obelisku na każdej jego stronie zawieszono kamienne tablice pamiątkowe. Na tablicy umieszczonej z przodu pomnika wykuto sentencję, zaś na bocznych wypisano nazwy miejscowości, w których toczono większe bitwy.